# Бохайско море
Бохайско море или Бохайски залив (на китайски: 渤海, Бохойван) е северозападната, най-вътрешна част на Жълто море край бреговете на Североизточен и Северен Китай. Площта му е приблизително 78 000 km2, а близостта му до китайската столица Пекин го прави едно от най-натоварените водни пътища в света.

## География
Бохайско море се простира от североизток на югозапад на протежение около 490 km и ширина до 300 km. На юг се загражда от Шандунския, а на североизток от Ляодунския полуостров. На изток протока Бохай (Лаотешаншуйдао, на китайски 渤海海峡) с ширина 105 km и дълбочина до 36 m го свързва с откритата част на Жълто море. В протока са разположени групата острови Мяодаоцюндао. Състои се от три обособени залива: Ляодунски залив (на север), Лайджоуван (на юг) и Бохайван (на запад). В него се вливат множедство реки като най-големи са Хуанхъ, Хайхъ, Ляохъ, Луанхъ, Далинхъ и Хунхъ. По бреговете му са разположени китайските провинции Шандун, Хъбей, Тиендзин и Ляонин. 
Максималната му дълбочина не надминава 40 m. В крайбрежните части замръзва от ноември до март. Приливите са полуденонощни, а височината им достига до 3,4 m. Има няколко важни петролни находища в района на морето, сред които Шенли. Развити са риболова и добива на сол. Главните градове разположени на брега на морето са Тиендзин, Далян, Цинхуандао, Янтай, Уейфан и други.
Китай има план да построи най-дългия подводен тунел в света под Бохайско море, с дължина 122 km. Работата по него е планирана да започне през 2016 г. и да продължи около 10 години. Целта на тунела е да се скъси пътя между градовете Далян и Янтай с над 1200 km.